# Bolan's Zip Gun
Bolan's Zip Gun es el undécimo álbum de estudio de la banda británica de rock T. Rex, publicado en febrero de 1975 por el sello EMI Music. Este trabajo se diferenció del resto por sus canciones con letras más simples y directas, y con la inclusión del género soul psicodélico, influenciado por artistas estadounidenses, entre ellos Gloria Jones, novia de Bolan. Sin embargo, este cambio de sonido no obtuvo recepción positiva en los Estados Unidos ni en el Reino Unido, siendo el único disco del grupo que no entró en la lista musical del país inglés.
En 1994, Edsel Records lo remasterizó en disco compacto con dos pistas adicionales: las versiones «Do You Wanna Dance?» de Bobby Freeman y «Dock of the Bay» del cantante de soul Otis Redding, interpretada por Gloria Jones.

## Antecedentes
Luego del fracaso de Light of Love, álbum publicado en 1974 solo para los Estados Unidos con el fin de posicionar a la banda en ese mercado, Marc Bolan se centró nuevamente en el Reino Unido. Para ello, retomó las ocho canciones grabadas para ese disco y registró tres nuevas: «I Really Love You Babe», «Golden Belt» y «Zip Gun Boogie» en los Music Recorders Inc. de Hollywood. Este es el primer trabajo publicado a nivel mundial que fue producido por Marc Bolan en vez de Tony Visconti. De acuerdo con este último en su autobiografía, durante las sesiones de Zinc Alloy and the Hidden Riders of Tomorrow, el ego excesivo de Bolan, sus mezquinos modales y el abuso de drogas lo volvieron difícil de soportar y optó por romper la relación laboral que tenía con él. Sin Visconti, Bolan no buscó ayuda de otros productores de la industria, sino en algunos artistas estadounidenses como su novia Gloria Jones, Richard Jones (hermano de Gloria) y en Patricia Hall, quienes fungieron como coristas en Zinc Alloy and the Hidden Riders of Tomorrow. Ellos lo involucraron en el soul y se reflejó en el sonido del álbum, puesto que Bolan incorporó elementos del soul psicodélico.

## Recepción comercial y comentarios de la crítica
Una vez que se lanzó en el mercado británico el álbum no entró en la lista musical local, siendo la primera producción de la banda que no ingresó en dicho conteo. De acuerdo con el escritor Mark Paytress, las importaciones de Light of Love al mercado británico pudieron haber impactado en la baja venta de Bolan's Zip Gun. No obstante, sus dos sencillos: «Light of Love» y «Zip Gun Boogie» lograron debutar en el UK Singles Chart en los puestos 22 y 44 respectivamente, las posiciones más bajas para un sencillo de la banda desde 1969.
Bolan's Zip Gun recibió críticas mayoritariamente negativas de parte de la prensa especializada. Dave Thompson del sitio Allmusic mencionó que si bien mantiene un estilo similar a Zinc Alloy and the Hidden Riders of Tomorrow, la presentación de las canciones lo hacen un disco débil, alejado del sonido típico de la banda. Además, indicó que es un álbum que obtuvo «las peores críticas de todas y golpeó tan fuerte como cualquiera de ellas». Eduardo Rivadavia de Ultimate Classic Rock señaló que «el álbum estaba literalmente muerto antes de su publicación» y dijo que: «Para un artista que recientemente se había erigido como la estrella musical más grande y brillante de las Islas Británicas, este fue un giro asombroso». Whitney Strub de PopMatters mencionó que tiene «suficientes buenos momentos para evitar la clasificación como un desastre», pero que muchas canciones quedan en el olvido. Stephen M. Deusner de Pitchfork Media reseñó que «A pesar de toda su franqueza, el álbum es principalmente superficial, con algunos de los mismos sonidos e ideas, pero los resultados carecen de movimiento y vivacidad; la astucia de Bolan definitivamente no estaba funcionando. Peor aún, él realmente no parece involucrado en estas canciones».

## Lista de canciones
Todas las canciones escritas por Marc Bolan, a menos que se indique lo contrario.

| N.º | Título                         | Escritor(es) | Duración |  |
| 1.  | «Light of Love»                |              | 3:16     |  |
| 2.  | «Solid Baby»                   |              | 2:37     |  |
| 3.  | «Precious Star»                |              | 2:53     |  |
| 4.  | «Token of My Love»             |              | 3:40     |  |
| 5.  | «Space Boss»                   |              | 2:49     |  |
| 6.  | «Think Zinc»                   |              | 3:25     |  |
| 7.  | «Till Dawn»                    |              | 3:02     |  |
| 8.  | «Girl in the Thunderbolt Suit» |              | 2:20     |  |
| 9.  | «I Really Love You Baby»       |              | 3:33     |  |
| 10. | «Golden Belt»                  |              | 2:41     |  |
| 11. | «Zip Gun Boogie»               |              | 3:26     |  |

| Pistas adicionales en remasterización CD de 1994 |                       |                             |          |  |
| N.º                                              | Título                | Escritor(es)                | Duración |  |
| 12.                                              | «Do You Wanna Dance?» | Bobby Freeman               | 2:13     |  |
| 13.                                              | «Dock of the Bay»     | Steve Cropper, Otis Redding | 2:20     |  |

## Músicos
- Marc Bolan: voz y guitarra eléctrica
- Mickey Finn: percusión
- Steve Currie: bajo
- Gloria Jones: coros y voz principal en «Dock of the Bay»
- Davy Lutton: batería
- Bill Legend: batería en «Till Dawn»
- Paul Fenton: batería adicional en «Solid Baby»
- Dino Dines: teclados